# Marija Vidau
Marija Vidau, slovenska kostumografka, * 25. julij 1942, Opčine.
Leta 1970 je diplomirala na Akademiji za kostumografijo in modo v Rimu. Že leta 1966 se je zaposlila v SSG v Trstu, skozi celo kariero pa je sodelovala tudi z drugimi slovenskimi poklicnimi gledališči. Za svoje kostumografije je leta 1984 prejela nagrado Prešernovega sklada. Marija Vidau je leta 2019 prejela nagrado Združenja dramskih umetnikov Slovenije "Polde Bibič" za življenjsko delo na področju kostumografije, 2020 pa nagrado Tantadruj.